# Jukagiren

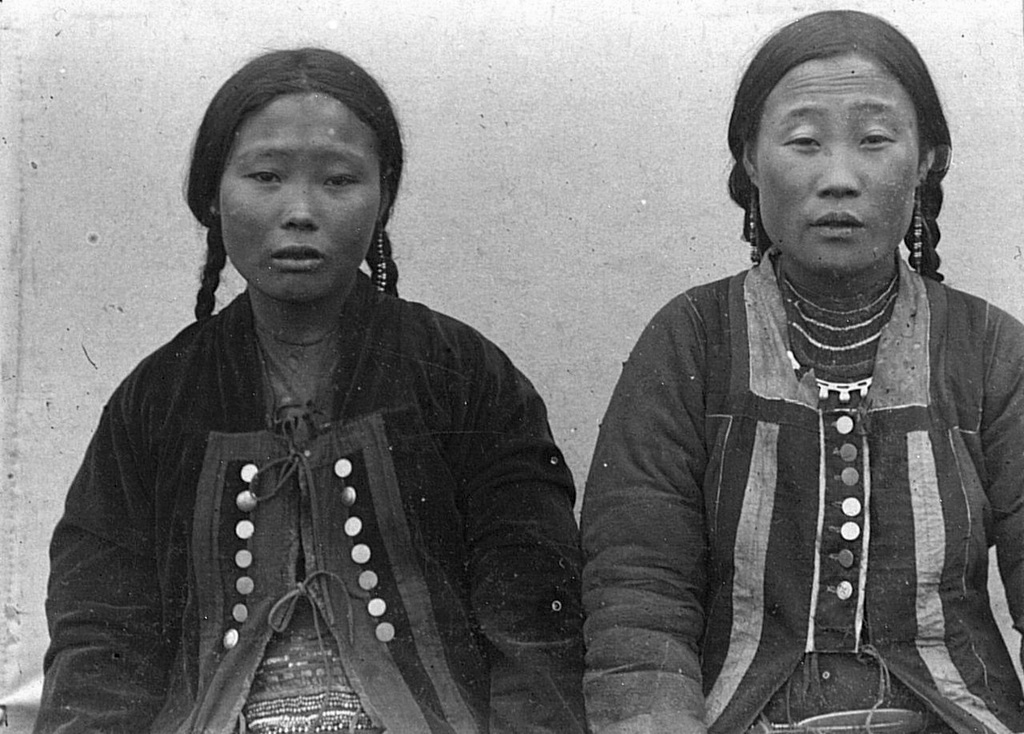
Jukagirinnen
Ende 19. Jahrhundert

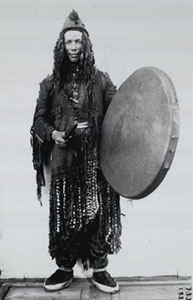
Schamane, 1902

Die Jukagiren sind ein kleines paläosibirisches Volk, das in Nordost-Asien vor allem in der zu Russland gehörenden Republik Sacha (im Volksmund als Jakutien bekannt) lebt.

## Geographie
Die Siedlungsschwerpunkte der Jukagiren sind die Landschaften an den nordostrussischen Strömen Alaseja, Kolyma und Indigirka, die im Gebiet des weitläufigen Ostsibirischen Tieflands und des Jukagirenplateaus, die kältesten Regionen Sibiriens, verlaufen.

## Allgemeine Informationen
Im Jahr 1979 gab es 835 Jukagiren, 2010 bekannten sich 1603 Menschen zur jukagirischen Identität. Nur ein kleinerer Teil der jukagirischen Bevölkerung spricht die Jukagirische Sprache, die somit vom Aussterben bedroht ist. Jukagir (Yukagir) ist eine wahrscheinlich tungusische Fremdbezeichnung. Die Eigenbezeichnungen der verschiedenen Gruppen sind: Odul, Vadul, Dutke, Dutkil.

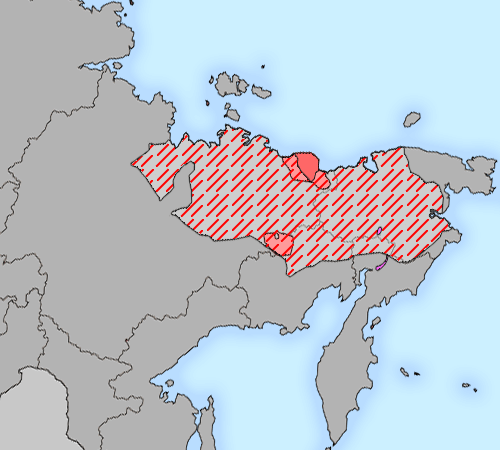
Verbreitungsgebiet der Jukagiren im 17. Jahrhundert (gestrichelt) und im späten 20. Jahrhundert. Hellrot Siedlungsgebiete von Jukagiren, die heute andere Sprachen angenommen haben, dunkelrot heutiges jukagirisches Sprachgebiet. Das südliche Gebiet in der Nachbarschaft des Kältepols bewohnter Gebiete Oimjakon.

Bis zur Christianisierung durch die Russisch-Orthodoxe Kirche (Beginn im 17. Jahrhundert, nennenswert jedoch erst ab Ende des 19. Jahrhunderts) war der sogenannte „klassische Schamanismus“ die ethnische Religion der Jukagiren. Der Ethnologe Klaus E. Müller spricht hier von „Elementarschamanismus“ und meint damit die archaischste Form dieser spirituellen Praxis, die typisch für sibirische Ethnien war, bei denen die Jagd kulturell eine herausragende Rolle spielte. Bei den Jukagiren handelte es sich um eine besonders altertümliche Form, denn jeder konnte Schamane sein. Es gab zum einen den Heiler, der das Jagdglück erbittet und Opfer darbringt und zum anderen den sogenannten „Zitterer“ (Rituelle Ekstase). Ein Mensch hat nach der traditionellen jukagirischen Vorstellung drei Seelen.
Die Christianisierung hat bei vielen abgelegenen Völkern Sibiriens nur oberflächlich stattgefunden, so dass synkretistische Mischreligionen heute häufig sind. Die Jukagiren gehören zu den Völkern, bei denen einige Leute nach wie vor der Tradition des Schamanismus folgen.

## Geschichte
Als tungusischsprachige Gruppen im 13. Jahrhundert nach Nord- und Ost-Sibirien vordrangen, lebten dort mehrere sprachlich und kulturell mit den Vorfahren der heutigen Jukagiren verwandte Ethnien auf einem sehr großen Gebiet. Zu diesem Zeitpunkt war die Metallverarbeitung noch nicht verbreitet, so dass von spätsteinzeitlichen Jäger-und-Sammler-Kulturen gesprochen werden muss. Sie lebten von Jagd, Fischfang und Sammeln. Die einzigen Haustiere waren Haushunde und Rentiere, aber nur als Zugtiere, im Gegensatz zu anderen Völkern Sibiriens nicht als Nahrungsgrundlage. Ihre traditionelle Behausung war der Tschum. Nach der russischen Kolonisation, die schon im 17. Jahrhundert mit der Gründung des Winterlagers Werchojansk 1635 durch Ilja Perfiljew einsetzte, und der weiteren Verbreitung jakutischer und ewenischer Sprache und Kultur blieben im 19. und 20. Jahrhundert nur kleinere Gruppen übrig, die sich als Jukagiren identifizierten. Einige jukagirische Gruppen nahmen als russische Hilfstruppen an der kolonialen Eroberung Nordost-Asiens teil. Kriegsverluste, sprachliche und kulturelle Assimilation und Epidemien führten dazu, dass bereits 1861 die Zahl der Jukagiren unter 1000 gesunken war. Schon im 18. Jahrhundert galten die Jukagiren als christianisiert.

## Gegenwart

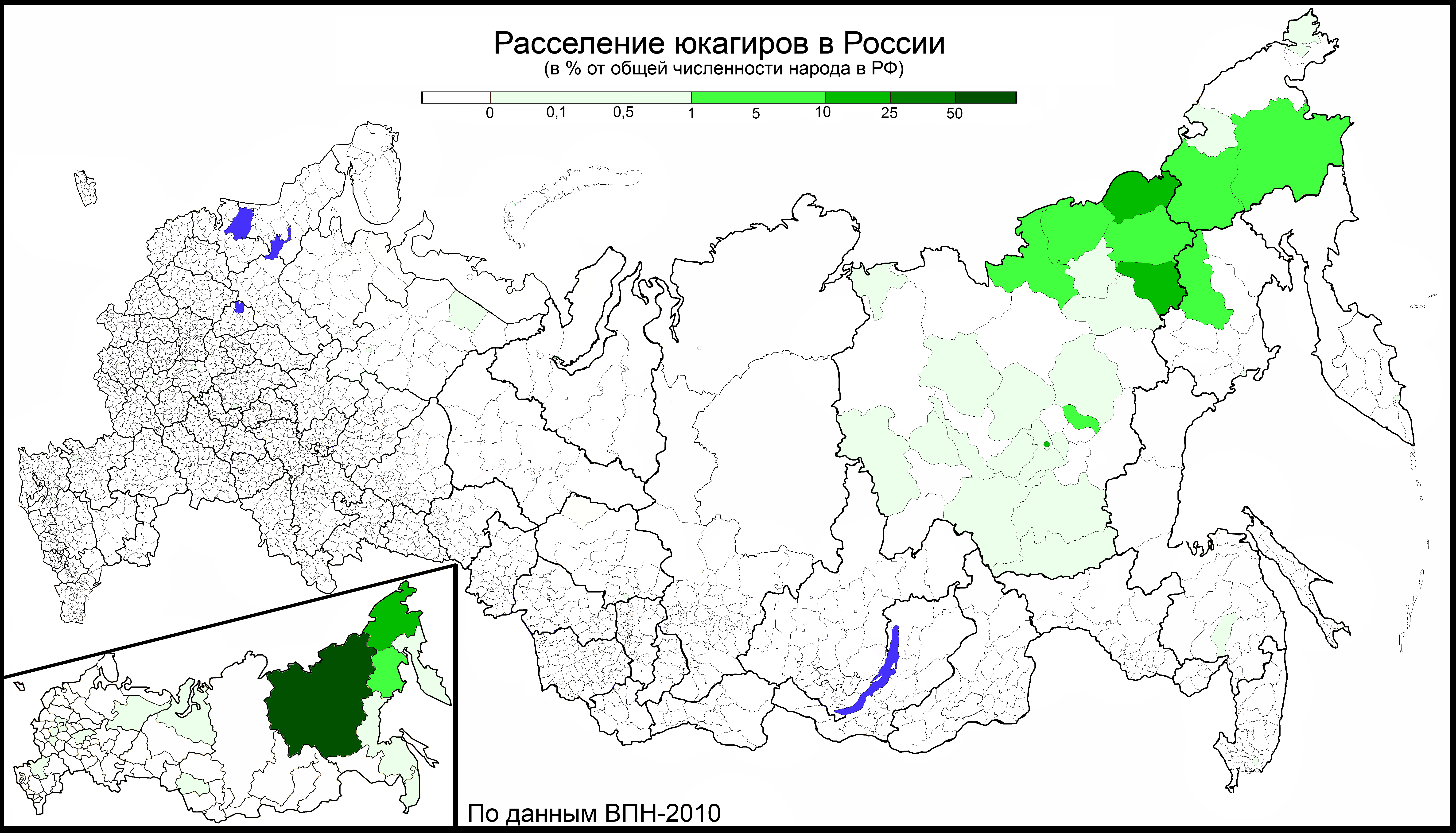
Verteilung der Jukagiren laut Volkszählung 2010

Die über viele Jahrhunderte währende russische Einflussnahme auf die Jukagiren und andere kleine Völker Sibiriens hat kulturell zu einer weitgehenden Russifizierung geführt. Demgegenüber hat jedoch bereits die Sowjetunion 1989 weitreichende Maßnahmen beschlossen, um diesen Prozess zu stoppen beziehungsweise umzukehren: So wurden muttersprachliche Schulklassen eingerichtet, um die Sprache zu erhalten. Lehrprogramme für Jagd und Pelztierzucht wurden eingeleitet. Diese Gesetze wurden nach dem Zusammenbruch der Sowjetunion vom russischen Staat im Dezember 1991 übernommen.
Bei der Volkszählung 2010 gaben 1603 Menschen an, Jukagiren zu sein.
| Verwaltungseinheit               | Jukagiren laut Volkszählung 2010 |
| -------------------------------- | -------------------------------- |
| Republik Sacha (Jakutien)        | 1.281                            |
| Autonomer Kreis der Tschuktschen | 198                              |
| Oblast Magadan                   | 71                               |

## Verwandte Ethnien
Die ethnischen Gruppen der Anaul und Hodyn haben sich in der russischen Kolonialzeit aufgelöst. Mit den Tschuwanen (Tschuwanzen) entstand eine Mischbevölkerung mit eigener Identität, die heute in vielen Teilen Nordost-Asiens lebt.

## Nachweise
1. ↑  Nikolai Fjodorowitsch Katanow: Christianisierung der indigenen Völker Sibiriens. Übersetzung der Veröffentlichung des Ministeriums für Bildung der Khakassky State University auf bildungsmaterialien.com, abgerufen am 30. Juni 2015.
2. ↑  u. a. Klaus E. Müller: Schamanismus. Heiler, Geister, Rituale. 4. Auflage, C. H. Beck, München 2010 (Originalausgabe 1997), ISBN 978-3-406-41872-3. S. 75, 88.
3. ↑  Richard B. Lee und Richard Daly (Hrsg.): The Cambridge Encyclopedia of Hunters and Gatherers. 4. Auflage, Cambridge University Press, New York 2010 (Erstdruck 1999), ISBN 978-0-521-60919-7. S. 154.
4. ↑  Die kleinen Völker des hohen Nordens und fernen Ostens Rußlands. Gesellschaft für bedrohte Völker - Südtirol, Bozen 1998.
5. ↑  Indigene Völker im Norden Russlands und Sibiriens | Ein geographisch-ethnographischer Überblick. 12. April 2005, abgerufen am 21. Februar 2024. In: Information der Gesellschaft für bedrohte Völker Südtirol, aus Die kleinen Völker des hohen Nordens und fernen Ostens Russlands. Ein aktueller Lagebericht mit geschichtlich-ethnographischer Einführung, Bozen 1998
6. ↑  Nationale Angaben der Volkszählung 2010 (Memento vom 23. Dezember 2021 im Internet Archive) (XLS-Datei - Jukagiren-Zeile 202), auf gks.ru
7. ↑  4. НАСЕЛЕНИЕ ПО НАЦИОНАЛЬНОСТИ И ВЛАДЕНИЮ РУССКИМ ЯЗЫКОМ ПО СУБЪЕКТАМ РОССИЙСКОЙ ФЕДЕРАЦИИ